# Arci Kempner
Arci Kempner, född 3 februari 1934, är en brasiliansk bågskytt. Hon deltog vid olympiska sommarspelen 1980.